# 634-й ночной бомбардировочный авиационный полк
634-й ночной бомбардировочный авиационный Гродненский Краснознамённый полк  — авиационная воинская часть бомбардировочной авиации ВВС РККА в Великой Отечественной войне.

## Боевой путь полка
Сформирован в августе 1941 года. Командиром полка назначен майор Н. П. Реутов. На начало апреля 1942 года входил в состав ВВС Московского военного округа.
В составе 215-й смешанной авиационной дивизии экипажи полка с 24 апреля по 18 июня 1942 года произвели 268 боевых вылетов на бомбардировку войск противника в районе западнее Юхнов — Киров, в районе населенных пунктов Ключики, Рославка, Раменка, Старое Шопотово, Шайковка, Большая Мышенка, Баскаковка, железнодорожных станций Чипляево и Занозная, разъезда Завальный и на Варшавском шоссе. При выполнении боевых заданий наиболее отличились заместитель командира эскадрильи лейтенант В. С. Шумилин, лётчик старшина Н. И. Фёдоров, стрелок-бомбардир звена ст. сержант В. И. Максименко.
28 мая из боевого задания не вернулся экипаж заместителя командира эскадрильи лейтенанта В. В. Зенькина и начальника связи эскадрильи лейтенанта Г. Ф. Рябова. 31 мая 1942 года при выполнении боевого задания в районе деревни Воронцово севернее Медыни был убит лётчик сержант А. И. Антонов.
13 июня 1942 года при возвращении с боевого задания в районе деревни Ильинка разбился самолет лётчика сержанта Б. Г. Чистосердова и стрелка-бомбардира сержанта А. И. Жарновского.
28 июля 1942 года полк (12 самолётов У-2) включен в состав 213-й ночной бомбардировочной дивизии. Лётчики полка произвели 2304 оперативных вылета на транспортировку войск и грузов к линии фронта. Перевезено 2880 человек лётно-технического состава и 16865 кг грузов. На линии фронта разыскано 28 самолётов, севших на вынужденную посадку.
5 октября 1942 года материальная часть полка и часть личного состава были переданы в 702-й и 901-й ночные бомбардировочные полки, которые убыли на Сталинградский фронт. Оставшийся личный состав полка продолжил выполнение заданий по снабжению партизанских бригад и связи и одновременно занимался подготовкой пополнения и переподготовкой лётного состава из технического состава и наземных частей.
С 6 по 14 апреля 1943 года экипажи полка выполнили 263 вылета на транспортировку продовольствия и боеприпасов для 33-й армии. При выполнении заданий по снабжению армейских частей наиболее отличились командир 1-й эскадрильи ст. лейтенант И. С. Силютин, командир 2-й эскадрильи ст. лейтенант В. С. Шумилин, командир звена лейтенант И. П. Черноморец, командир звена мл. лейтенант А. Б. Абдурахманов, командир звена мл. лейтенант И. А. Овчинников, штурман 1-й эскадрильи лейтенант И. В. Родионов, штурман 2-й эскадрильи ст. лейтенант Г. Л. Курдюк, лётчик сержант В. Н. Брюханов.
В мае-июле 1943 года полк содействовал наступлению наземных войск в направлении на Болхов и на Орлово-Брянском направлении, осуществлял разведку и бомбардировку войск противника в районе населенных пунктов Ельня, Журиничи, Младенск, Высокая, Хатьково, Жилково, Погост, Фролово, Хвастовичи, Щигры, наносил бомбовые удары по автомобильному и гужевому транспорту на участках дорог Могилев-Кутня, Хвостовичи-Фролово, Минское шоссе, уничтожал воинские эшелоны и станционные строения на железнодорожных станциях Березовка и Судимир. В ночь на 5 мая 1943 года при выполнении боевого задания в районе Беловницев юго-восточнее города Киров погиб экипаж командира звена мл. лейтенант А. Б. Абдурахманова и штурмана звена ст. сержанта П. С. Мишина. 12 июля 1943 года при выполнении боевого задания западнее населенного пункта Сухиничи погиб экипаж лётчика сержанта Ф. Д. Надуда и стрелка-бомбардира сержанта И. Г. Куцевол. В ночь на 13 июля 1943 года при выполнении боевого задания севернее населенного пункта Серпейск погиб экипаж лётчика ст. сержанта И. И. Кононенко и стрелка-бомбардира ст. сержанта В. Ф. Соловьева. В ночь на 14 июля 1943 года при выполнении боевого задания в районе деревне Хлуднево западнее Сухиничи погиб экипаж лётчика сержанта Ив. Н. Долгова и штурмана ст. сержанта М. Н. Назарова.
В августе 1943 года полк содействовал наступлению наземных войск в направлении Ельни и Рославля. Экипажи полка вылетали на бомбардировку немецких войск в районе городов Спас-Деменск и Шуя, населенных пунктов Иссляднево, Леонидово, Малая Хатунь, Горки, железнодорожных станций Дорогобуж и Теренино, на участках дорог Рябинка-Пронино, Шуя-Павловка и Большая Нежода-Милеево.
В августе 1943 года полк включен в состав 325-й ночной бомбардировочной авиационной дивизии 1-й воздушной армии.
Зимой 1943—1944 годов полк осуществлял воздушную поддержку наземных войск Западного фронта на оршанском и витебском направлениях, бомбардировку железнодорожных станций Каханово и Выдерщина. В ночь на 6 января 1944 года в районе посёлка Красный при выполнении боевого задания в сложных метеоусловиях погибли командир звена лейтенант В. К. Тряпкин, штурман ст. лейтенант В. Ф. Козлов, лётчик мл. лейтенант М. Н. Ильичёв, штурман мл. лейтенант Д. Ф. Солдатенко.
Во время проведения Белорусской операции экипажи полка произвели 1314 боевых вылета на разведку и бомбардировку немецких войск, техники и складов в населенных пунктах Быхов, Будино, Шклов, Горки, Чаусы, Благовичи, Галузы, Гадуни, Столбцы, Остроленка, автотранспорта противника на дорогах Чаусы-Сухари, Ломжа-Острогродзинск, Могилёв-Быхов, на Минском шоссе, уничтожение воинских эшелонов на железнодорожных станциях Реста и Ликк, воздушную поддержку частей и соединений 2-го Белорусского фронта в боях при прорыве линии фронта на реке Проня и во время наступления на могилёвском и минском направлениях. Особенно лётчики полка отличились в боях за овладение городом Гродно и крепостью Осовец.
Приказом наркома обороны от 25 июля 1944 года на основании приказа Верховного Главнокомандующего № 139 от 16 июля 1944 года 634-му ночному бомбардировочному авиационному полку присвоено почётное наименование «Гродненский».
Во время боев за освобождение Восточной Польши в октябре-декабре 1944 года экипажи полка осуществляли разведку и бомбардировку живой силы и техники противника в районе населенных пунктов Августов, Кисляки, Козлики, Шлясы, Доброво, Пултуск, Макув, Насельск, Цеханы, уничтожение транспорта на участках дорог Ломжа-Новогруд, Рожан-Макув, Рожан-Пултуск и Габово-Нардово. При выполнении боевого задания в районе населенного пункта Макув погибли лётчик мл. лейтенант М. И. Карев и штурман лейтенант А. П. Самоделков.
Во время проведения Восточно-Прусской, Восточно-Померанской и Берлинской наступательных операций полк наносил бомбовые удары по войскам противника в районе городов Пшасныш, Штеттин, Гартц, Узедом, Данциг, Гдыня, населенных пунктов Шёнвальде, Хайльсберг, железнодорожных станций Вушевир, Тантов, Скурц и Штольпе, осуществлял бомбардировку портов Хель и Свинемюнде.
Во время боевого вылета, в ночь на 20 апреля 1945 года По-2 лётчика лейтенанта Д. Я. Лебедева и штурмана ст. лейтенанта П. Ф. Козлова в районе населенного пункта Линдов был атакован немецким бомбардировщиком Do 217. Пулеметным огнём ст. лейтенанту П. Ф. Козлову удалось поджечь немецкий бомбардировщик, который врезался в землю. Лейтенант Д. Я. Лебедев и ст. лейтенант П. Ф. Козлов также погибли в неравной схватке и посмертно награждены орденами Отечественной войны I степени.
Полевая почта — 64208.

## Участие в операциях и битвах
- Новороссийско-Таманская операция — с 9 сентября 1943 года по 9 октября 1943 года.
- Новороссийская операция — с 9 сентября 1943 года по 16 сентября 1943 года.
- Белорусская наступательная операция — с 23 июня 1944 года по 29 августа 1944 года.
  - Белостокская операция — с 5 июля 1944 года по 27 сентября 1944 года.
  - Осовецкая операция — с 6 августа 1944 года по 14 августа 1944 года.
- Остроленская операция — с сентября 1944 года по октябрь 1944 года.
- Восточно-Померанская операция — 20 февраля 1945 года по 4 апреля 1945 года.
- Берлинская наступательная операция — с 16 апреля 1945 года по 8 августа 1945 года.

## Награды полка
| Награда (наименование)              | Дата награждения                            | За что получена |
| ----------------------------------- | ------------------------------------------- | --- |
| Почётное наименование «Гродненский» | Приказ НКО от 25 июля 1944 г.               | за отличия в боях за освобождение Гродно. |
| Орден Красного Знамени              | Указ Президиума ВС СССР от 5 апреля 1945 г. | За образцовое выполнение заданий командования в боях с немецкими захватчиками, за овладение городом Кезлин и проявленные при этом доблесть и мужество. |

## Командир полка
- майор, подполковник Реутов Николай Павлович (с августа 1941 г.)
- майор Лопуховский Александр Иванович (с октября 1943 г.)

## Управление полка
- Комиссар полка, заместитель командира полка по политической части (с апреля 1942 г.)
  -  батальонный комиссар, майор, подполковник Науменков Иван Ефимович (погиб 4.7.1944[3])
  -  гвардии майор Сударенков Алексей Иванович (с августа 1944 г.)
- Парторг полка
  -  капитан Орлов Дмитрий Ильич (умер 18.12.1944[4])
- Заместитель командира полка
  -  майор Ломако, Вера Фёдоровна
  -  майор Романов Виктор Иванович (до января 1945 г.)
  -  майор Степанов Константин Петрович (с января 1945 г.)
- Штурман полка
  -  майор Сухобрус Степан Остапович (до октября 1943 г.)
  -  майор Насекан Алексей Петрович (с июня 1944 г.)
- Помощник командира полка по воздушно-стрелковой службе
  -  майор Артемов Феоктист Миронович (с 23.10.1943 по 23.10.1944)
  -  старший лейтенант Мовсисьян Цолак Мисакович (с ноября 1944 г.)
- Начальник связи полка
  -  гвардии капитан Сазанский Григорий Захарович (с сентября 1944 г.)
- Начальник химической службы:
  -  старший лейтенант Казаков Фёдор Фёдорович

## Штаб полка
- Начальник штаба
  -  майор Воронцов Иван Арсентьевич (с 16.11.1941)
- Заместитель начальника штаба полка
  -  майор Большев Фёдор Васильевич (погиб 4.7.1944)
  -  майор Макаров Кузьма Степанович (с ноября 1944 г.)
- Начальник отделения строевого и кадров
  -  лейтенант Дьяченко Александр Сергеевич (сентябрь 1942 г. — июнь 1944 г.)

## Инженерная служба полка
- Старший инженер:
  -  инженер-капитан Титов Иван Прокофьевич
- Заместитель старшего инженера по вооружению
  -  старший техник-лейтенант Наумов Сергей Дмитриевич (до февраля 1944 г.)
- Заместитель старшего инженера по электроспецоборудованию:
  -  инженер-капитан Усов Александр Петрович (с 5.12.1941)

## Наиболее отличившиеся лётчики и штурманы полка
| Награды | Фамилия, имя, отчество        | Должность             | Воинское звание   | Совершённый подвиг |
| ------- | ----------------------------- | --------------------- | ----------------- | --- |
|         | Авидзба, Мери Хафизовна       | Штурман звена         | Лейтенант         | 477 боевых вылетов на По-2 в составе 46 ГНБАП и 634 НБАП |
|         | Грекул, Андрей Васильевич     | Штурман эскадрильи    | Старший лейтенант | 590 боевых вылетов |
|         | Дворник Владимир Яковлевич    | Штурман звена         | Старший лейтенант | В ночь на 13.12.1944 под сильным огнём зенитной артиллерии противника произвёл фотографирование ж. д. ст. Варшава-Товарная, тем самым доставив ценные сведения для командования. Всего совершил 560 боевых вылетов. |
|         | Еремин Иван Гаврилович        | Старший лётчик        | Лейтенант         | В ночь на 6.8.1944 экипаж лётчика лейт. И. Г. Ерёмина и штурмана мл. лейт. А. А. Тарасенко взорвал эшелон с горючим на ж. д. ст. Ликк. Всего совершил 582 боевых вылета.                                            |
|         | Козлов Павел Фёдорович        | Нач. связи эскадрильи | Старший лейтенант | 412 боевых вылетов. Погиб в воздушном бою в ночь на 20.04.1945 |
|         | Кормушкин Евгений Петрович    | Штурман эскадрильи    | Старший лейтенант | 651 боевой вылет в составе 889 НБАП и 634 НБАП |
|         | Новиков Александр Яковлевич   | Командир звена        | Старший лейтенант | 189 боевых вылетов на И-16 и 2 сбитых Ме-109 в составе 762 ИАП и 508 боевых вылетов на По-2 в составе 889 НБАП и 634 НБАП                                                                                           |
|         | Силютин Иван Сергеевич        | Командир эскадрильи   | Майор             | 11 вылетов на СБ в составе 224 СБАП, 326 боевых и 328 оперативных вылетов на По-2 в составе 601 АП, 634 НБАП |
|         | Саськов Михаил Петрович       | Командир звена        | Старший лейтенант | 465 боевых вылетов |
|         | Черепанов Владимир Тимофеевич | Старший лётчик        | Лейтенант         | 492 боевых вылета |
|         | Чурилов Иван Никитович        | Командир звена        | Старший лейтенант | 542 боевых вылета |

## Благодарности Верховного Главнокомандующего
Воинам полка в составе 325-й ночной бомбардировочной авиадивизии объявлены благодарности Верховного Главнокомандующего:
- За отличие в боях при прорыве обороны немцев на Могилевском направлении и форсирование реки Проня западнее города Мстиславль, при занятии районного центра Могилевской области — города Чаусы и освобождении более 200 других населенных пунктов, среди которых Черневка, Ждановичи, Хоньковичи, Будино, Васьковичи, Темривичи и Бординичи[5].
- За отличие в боях при овладении штурмом овладели крупным областным центром Белоруссии городом Могилёв — оперативно важным узлом обороны немцев на минском направлении, а также овладении с боями городов Шклов и Быхов[6].
- За отличие в боях при овладении городом и крупным промышленным центром Белосток — важным железнодорожным узлом и мощным укрепленным районом обороны немцев, прикрывающим пути к Варшаве[7].
- За отличие в боях при овладении штурмом городом и крепостью Осовец — мощным укрепленным районом обороны немцев на реке Бобр, прикрывающим подступы к границам Восточной Пруссия[8].
- За отличие в боях при овладении городом и крепостью Ломжа — важным опорным пунктом обороны немцев на реке Нарев[9].
- За отличие в боях при овладении штурмом города Пшасныш (Прасныш), городом и крепостью Модлин (Новогеоргиевск) — важными узлами коммуникаций и опорными пунктами обороны немцев, а также при занятии с боями более 1000 других населенных пунктов[10].
- За отличие в боях при овладении городами Млава и Дзялдов (Зольдау) — важными узлами коммуникаций и опорными пунктами обороны немцев на подступах к южной границе Восточной Пруссии и городом Плоньск — крупным узлом коммуникаций и опорным пунктом обороны немцев на правом берегу Вислы[11].
- За отличие в боях при выходе на побережье Балтийского моря и при овладении городом Кёзлин — важным узлом коммуникаций и мощным опорным пунктом обороны немцев на путях из Данцига в Штеттин, раасчение войск противника в Восточной Померании от его войск в Западной Померании[12].
- За отличие в боях при овладении городом и крепостью Грудзёндз (Грауденц) — мощным узлом обороны немцев на нижнем течении реки Висла[13].
- За отличие в боях при овладении городами Гнев (Меве) и Старогард (Прейсиш Старгард) — важными опорными пунктами обороны немцев на подступах к Данцигу[14].
- За отличие в боях при овладении городом Штольп — важным узлом железных и шоссейных дорог и мощным опорным пунктом обороны немцев в Северной Померании[15].
- За отличие в боях при овладении городом и военно-морской базой Гдыня — важной военно-морской базой и крупным портом на Балтийском море[16].
- За отличие в боях при овладении городом и крепостью Гданьск (Данциг) — важнейшим портом и первоклассной военно-морской базой немцев на Балтийском море[17].
- За отличие в боях при овладении главным городом Померании и крупным морским портом Штеттин, а также занятии городов Гартц, Пенкун, Казеков, Шведт[18].
- За отличие в боях при овладении городами Грайфсвальд, Трептов, Нойштрелитц, Фюрстенберг, Гранзее — важными узлами дорог в северо-западной части Померании и в Мекленбурге[19].
- За отличие в боях при овладении городами Штральзунд, Гриммен, Деммин, Мальхин, Варен, Везенберг — важными узлами дорог и сильными опорными пунктами обороны немцев[20].
- За отличие в боях при овладении городом Росток и Варнемюнде[21].
- За отличие в боях при разгроме берлинской группы немецких войск, овладении столицей Германии городом Берлин — центром немецкого империализма и очагом немецкой агрессии[22].
- За отличие в боях при овладении городами Барт, Бад-Доберан, Нойбуков, Барин, Виттенберге и соединении 3 мая с союзными английскими войсками на линии Висмар, Виттенберге[23].
- За отличие в боях при овладении портом и военно-морской базой Свинемюнде — крупным портом и военно-морской базой немцев на Балтийском море[24].
- За отличие в боях при форсировании пролива Штральзундерфарвассер и овладении островом Рюген[25].